# Best of Joy
«Best of Joy» (en español: «Lo mejor de la alegría», originalmente llamada «The Toy» (El Juguete) y «I Am Forever» (Yo Soy Eterno), aveces con el nombre de «We Are Forever» (Nosotros Somos Eternos)) es una canción del cantante estadounidense Michael Jackson, incluida como la sexta pista de su primer álbum de estudio póstumo, Michael, lanzado el 14 de diciembre de 2010 por Epic Records y MJJ Productions. Escrita íntegramente por Jackson, la pieza es una balada minimalista y de tono íntimo, caracterizada por un arreglo etéreo y una interpretación vocal suave. Es considerada una de las últimas canciones que el artista grabó en vida, y ha sido destacada por su mensaje de amor incondicional y permanencia.

## Antecedentes

### Sesiones para Thriller
El origen de Best of Joy se remonta a 1981, cuando Jackson compuso una versión inicial titulada «The Toy» para la banda sonora de la película homónima protagonizada por Richard Pryor. Quincy Jones, productor de los tres primeros álbumes solistas de Jackson en Epic, sugirió la creación del tema para dicho proyecto cinematográfico. La versión original presentaba una letra distinta y un enfoque más narrativo. Fue grabado en el verano de 1982. Cuando se le preguntó al respecto durante una declaración en 1984, el propio Jackson confirmó que toda la idea fue descartada para que los dos pudieran centrarse en Thriller y que sentía que la canción era más fuerte, que las pistas del álbum en sí.  También hay pruebas de que en algún momento, se le llego a titular como «I Am Forever»

### Sesiones para Dangerous
En abril de 1991, durante las sesiones de Dangerous, Jackson revisó la canción con el título definitivo «Best of Joy». Aunque se desconoce qué productor participó en esa etapa, se barajan nombres como Teddy Riley, Bill Bottrell o Bryan Loren. Finalmente, no fue incluida en el álbum.

### Sesiones pre-This Is It
En noviembre de 2008, Jackson retomó el tema y grabó nuevas voces en el baño del Hotel Bel-Air de Los Ángeles, añadiendo un tercer verso inédito que no aparecería en la edición oficial. Tras su fallecimiento en junio de 2009, la grabación fue reestructurada por Theron «Neff‑U» Feemster, quien añadió nueva instrumentación y mantuvo las voces originales de 2008, con la coproducción de Brad Buxer. Se cree que Jackson quería incluir el tema en los conciertos de su gira This Is It, gira del álbum homónimo, pero a causa de su muerte, nunca se llevo a cabo.

## Composición y producción
Best of Joy es una balada pop/R&B; aunque destacan también géneros como el Adult Contemporany, y un quiet storm fusionado con elementos de slow jam, de tempo moderado, con una duración de 3:02 minutos. La producción se caracteriza por un acompañamiento minimalista: capas de sintetizadores, guitarras limpias y coros suaves que refuerzan el carácter íntimo de la interpretación. La mezcla final estuvo a cargo de Serban Ghenea, con masterización de Vlado Meller.
La estructura sigue un patrón estrofa–pre‑coro–estribillo, con un motivo lírico repetitivo («I am forever / We are forever») que actúa como eje temático. La voz de Jackson se presenta en primer plano, con matices y respiraciones preservadas para transmitir cercanía.

## Estructura musical y estilo
La canción está compuesta en tonalidad de La bemol mayor, con un tempo de 99 pulsos por minuto y un doble-pulso de 198. El arreglo combina:
- Sintetizadores atmosféricos y pads envolventes.
- Guitarras limpias con reverb.
- Coros suaves que doblan y responden a la voz principal.
- Programaciones rítmicas discretas, sin percusión prominente.

El estribillo se apoya en la repetición como recurso anafórico, reforzando la idea de permanencia. La interpretación vocal de Jackson oscila entre un registro medio y agudo, con un fraseo delicado y controlado.

## Temática y letras
La letra es una declaración de amor y apoyo incondicional, en la que el narrador se presenta como una presencia constante en la vida del destinatario. Emplea metáforas como «I am the moonlight, you are the spring» («Soy la luz de la luna, tú eres la primavera») y «Our life's a sacred thing» («Nuestra vida es algo sagrado»), que refuerzan la idea de un vínculo eterno.
El estribillo, basado en la repetición de «I am forever / We are forever», subraya la noción de permanencia y unidad. La canción ha sido interpretada como un mensaje tanto a un ser querido como a sus seguidores, en línea con otras composiciones de Jackson que transmiten consuelo y esperanza.

## Lanzamiento
Best of Joy fue incluida en el álbum Michael, publicado el 14 de diciembre de 2010. No se lanzó como sencillo, pero formó parte de la promoción general del disco a través de plataformas digitales y del canal oficial de Jackson en YouTube. En 2022, una maqueta de «The Toy» y una versión demo de 2008 fueron publicadas oficialmente en la edición conmemorativa del cuadragésimo aniversario del álbum Thriller,  Thriller 40. Durante mucho tiempo, se creyó que Best of Joy fue la última pista que Michael Jackson grabo en vida, aunque se confirmo que no es así, que la ultima pista grabada en su vida fue un tema, que hasta la actualidad, no tiene nombre, pero de forma extraoficial, se le llama River Ripple, tema filtrado que en teoría, fue grabado con el autor indio-estadounidense Deepak Chopra. El 19 de noviembre de 2022, el coleccionista Korg Nex difundió un fragmento de su mezcla de la canción, que contenía una breve sección del tercer verso inédito correspondiente a la versión de 2008. Posteriormente, el 9 de enero de 2024, publicó la mezcla completa, en la que se incluye íntegramente dicho verso perdido. La mezcla, concebida con carácter humorístico, presenta una ejecución deficiente y la repetición constante de la palabra «forever» mediante sobregrabación.

## Recepción
La crítica especializada destacó la sutileza melódica y la interpretación vocal de Jackson. Algunos medios la consideraron una de las baladas más logradas del álbum por su sencillez y carga emotiva. Entre los seguidores, ha sido valorada como un testamento artístico de sus últimos años.

## Personal[14]
- Voz principal y composición: Michael Jackson
- Coros: Mischke Butler
- Guitarra: Erick Donell Walls
- Productor y artista asociado: Theron «Neff‑U» Feemster
- Coproducción: Brad Buxer
- Ingeniero de mezcla: Serban Ghenea
- Ingeniero: John Hanes
- Asistente de ingeniería: Tim Roberts
- Ingeniero de grabación: Michael Prince
- Ingeniero: James Murray
- Ingeniero de masterización: Vlado Meller
- Asistente de ingeniería: Mark Santangelo